# Afzalgarh
Afzalgarh is een stad en gemeente in het district Bijnor van de Indiase staat Uttar Pradesh. 

## Demografie
Volgens de Indiase volkstelling van 2001 wonen er 24.954 mensen in Afzalgarh, waarvan 53% mannelijk en 47% vrouwelijk is. De plaats heeft een alfabetiseringsgraad van 49%. 